# Teucholabis (Teucholabis) azuayensis
Teucholabis (Teucholabis) azuayensis is een tweevleugelige uit de familie steltmuggen (Limoniidae). De soort komt voor in het Neotropisch gebied.